# 小坂温泉郷
小坂温泉郷（おさかおんせんごう）は、岐阜県下呂市小坂地域（旧国飛騨国）にある3つの温泉の総称（温泉郷）である。飛騨小坂温泉郷と呼ぶこともある。

## 温泉郷概要
御嶽山の西側、濁河温泉は7合目、湯屋温泉と下島温泉はふもとにあり、いずれも渓谷沿いの自然豊かな温泉地である。

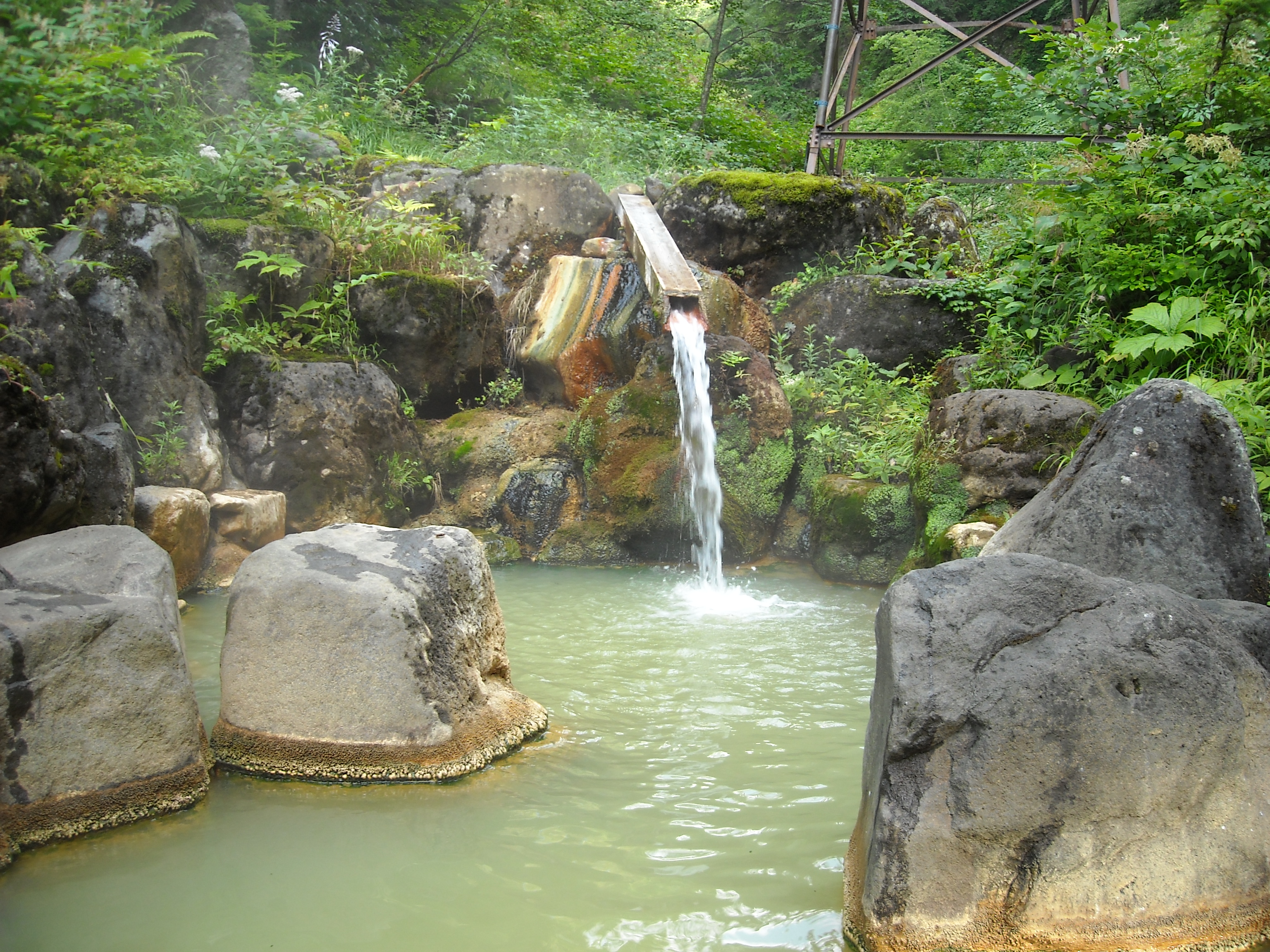
濁河温泉

濁河温泉は、万座温泉と並ぶ高所の温泉であり、ともに通年自家用車でたどり着ける日本最高所の温泉として知られている。また、御嶽山の飛騨側登山口（小坂口）として、登山者にも利用されている。付近は、亜高山帯原生林が取り囲んでいる。
日本の温泉法による炭酸泉の定義は、「お湯1リットル当たりの炭酸ガス濃度が250ppm以上」と定められているが、その中でも1,000ppm以上のものを高濃度炭酸泉と呼び、この濃度が高いほど高い効果が見込めるといわれている。飛騨小坂温泉郷（湯屋温泉・下島温泉）は、日本でも有数の炭酸ガス濃度を誇る炭酸泉がある。炭酸泉で全国的に有名な長湯温泉の平均遊離炭酸濃度が777ppm（長湯温泉旅館組合調査）であるのに対し、湯屋・下島温泉の平均遊離炭酸濃度は1,237ppm（平成24年時温泉分析表）ある。
湯屋温泉は、炭酸の含有量が7,909mgの源泉も存在し、日本一の炭酸含有量を誇る。胃腸に対する効能が高いとして古くから飲泉としても利用されていた。温泉で炊いた鉱泉粥もある。
下島温泉は、傷に対する効能が高いとされ、古くは「傷湯」の異名を持ち湯治場であった。すぐ近くに御嶽山の一の鳥居がある。
下島温泉近くにある巌立峡と、濁河温泉へ通じる御嶽パノラマラインは紅葉の名所でもあり、いずれも飛騨・美濃紅葉三十三選にも選ばれている。

### 郷内の温泉
- 濁河温泉
- 湯屋温泉
- 下島温泉

## 歴史
1983年（昭和58年）3月28日に国民保養温泉地に指定された。

## 交通アクセス
- 鉄道（JR東海）
  - 飛騨小坂駅（高山本線）から濃飛バス
  - 木曽福島駅（中央本線）からおんたけ交通バス（濁河温泉のみ）